# Ukraina i olympiska vinterspelen 2022
Ukraina deltog i de olympiska vinterspelen 2022 i Peking i Kina med en trupp på 45 tävlande, 21 damer och 24 herrar, fördelad på åtta sporter. Det var åttonde vinter-OS som Ukraina deltog vid.
Oleksandr Abramenko och Oleksandra Nazarova var landets fanbärare under öppningsceremonin. Skidskytten Olena Bilosjuk var landets fanbärare under avslutningsceremonin.

## Medaljörer
| Medalj | Namn                | Sport     | Gren           | Datum       |
| ------ | ------------------- | --------- | -------------- | ----------- |
| Silver | Oleksandr Abramenko | Freestyle | Herrarnas hopp | 16 februari |

## Alpin skidåkning
Ukraina kvalificerade en manlig och en kvinnlig alpin skidåkare till OS.
| Idrottare             | Gren                  | Åk 1    | Åk 1      | Åk 2             | Åk 2             | Totalt           | Totalt           |
| Idrottare             | Gren                  | Tid     | Placering | Tid              | Placering        | Tid              | Placering        |
| --------------------- | --------------------- | ------- | --------- | ---------------- | ---------------- | ---------------- | ---------------- |
| Ivan Kovbasnjuk       | Herrarnas kombination | 1.49,13 | 21        | 55,30            | 14               | 2.44,43          | 14               |
| Ivan Kovbasnjuk       | Herrarnas störtlopp   | i.u.    | i.u.      | i.u.             | i.u.             | 1.48,09          | 33               |
| Ivan Kovbasnjuk       | Herrarnas slalom      | DNF     | DNF       | Gick inte vidare | Gick inte vidare | Gick inte vidare | Gick inte vidare |
| Ivan Kovbasnjuk       | Herrarnas super-G     | i.u.    | i.u.      | i.u.             | i.u.             | 1.25,56          | 32               |
| Anastasija Sjepilenko | Damernas storslalom   | 1.05,95 | 45        | 1.06,38          | 40               | 2.12,33          | 39               |
| Anastasija Sjepilenko | Damernas slalom       | DNF     | DNF       | Gick inte vidare | Gick inte vidare | Gick inte vidare | Gick inte vidare |
| Anastasija Sjepilenko | Damernas super-G      | i.u.    | i.u.      | i.u.             | i.u.             | 1.19,60          | 37               |

## Backhoppning
Herrar
| Idrottare            | Gren        | Kval    | Kval  | Kval      | Första omgången  | Första omgången  | Första omgången  | Final            | Final            | Final            | Totalt           | Totalt           |
| Idrottare            | Gren        | Distans | Poäng | Placering | Distans          | Poäng            | Placering        | Distans          | Poäng            | Placering        | Poäng            | Placering        |
| -------------------- | ----------- | ------- | ----- | --------- | ---------------- | ---------------- | ---------------- | ---------------- | ---------------- | ---------------- | ---------------- | ---------------- |
| Vitalij Kalinitjenko | Stor backe  | 118,0   | 94,2  | 42 Q      | 122,5            | 106,0            | 44               | Gick inte vidare | Gick inte vidare | Gick inte vidare | Gick inte vidare | Gick inte vidare |
| Anton Kortjuk        | Stor backe  | 82,5    | 25,4  | 56        | Gick inte vidare | Gick inte vidare | Gick inte vidare | Gick inte vidare | Gick inte vidare | Gick inte vidare | Gick inte vidare | Gick inte vidare |
| Jevhen Marusiak      | Stor backe  | 104,0   | 76,0  | 49 Q      | 111,0            | 81,6             | 50               | Gick inte vidare | Gick inte vidare | Gick inte vidare | Gick inte vidare | Gick inte vidare |
| Anton Kortjuk        | Normalbacke | 67,5    | 38,0  | 52        | Gick inte vidare | Gick inte vidare | Gick inte vidare | Gick inte vidare | Gick inte vidare | Gick inte vidare | Gick inte vidare | Gick inte vidare |
| Jevhen Marusiak      | Normalbacke | 73,0    | 49,8  | 48 Q      | 91,5             | 97,4             | 47               | Gick inte vidare | Gick inte vidare | Gick inte vidare | Gick inte vidare | Gick inte vidare |

## Bob
Lidija Hunko lämnade ett positivt dopingtest under OS och blev avstängd den 15 februari.
| Idrottare    | Gren    | Åk 1    | Åk 1      | Åk 2    | Åk 2      | Åk 3    | Åk 3      | Åk 4    | Åk 4      | Totalt  | Totalt    |
| Idrottare    | Gren    | Tid     | Placering | Tid     | Placering | Tid     | Placering | Tid     | Placering | Tid     | Placering |
| ------------ | ------- | ------- | --------- | ------- | --------- | ------- | --------- | ------- | --------- | ------- | --------- |
| Lidija Hunko | Monobob | 1.06,34 | 18        | 1.07,84 | 20        | 1.07,47 | 20        | 1.07,45 | 19        | 4.29,10 | 20        |

## Freestyle
Hopp
| Oleksandr Abramenko | Herrarnas | 120,36 | 5 Q | i.u.   | i.u. | 123,53           | 5                | 116,50           | 2                | 240,03           | 2                |
| Dmytro Kotovskyj    | Herrarnas | 73,89  | 24  | 114,03 | 9    | Gick inte vidare | Gick inte vidare | Gick inte vidare | Gick inte vidare | Gick inte vidare | Gick inte vidare |
| Oleksandr Okipnjuk  | Herrarnas | 92,76  | 22  | 125,00 | 1 Q  | 122,01           | 9                | Gick inte vidare | Gick inte vidare | Gick inte vidare | Gick inte vidare |
| Anastasija Novosad  | Damernas  | DNS    | DNS | DNS    | DNS  | Gick inte vidare | Gick inte vidare | Gick inte vidare | Gick inte vidare | Gick inte vidare | Gick inte vidare |
| Olha Poljuk         | Damernas  | 68,76  | 20  | 68,76  | 16   | Gick inte vidare | Gick inte vidare | Gick inte vidare | Gick inte vidare | Gick inte vidare | Gick inte vidare |

## Konståkning
| Idrottare                          | Gren                   | Kortprogram | Kortprogram | Friåkningsprogram | Friåkningsprogram | Totalt           | Totalt           |
| Idrottare                          | Gren                   | Poäng       | Placering   | Poäng             | Placering         | Poäng            | Placering        |
| ---------------------------------- | ---------------------- | ----------- | ----------- | ----------------- | ----------------- | ---------------- | ---------------- |
| Ivan Sjmuratko                     | Herrarnas singelåkning | 78,11       | 22 Q        | 127,65            | 24                | 205,76           | 24               |
| Anastasija Sjabotova               | Damernas singelåkning  | 48,68       | 30          | Gick inte vidare  | Gick inte vidare  | Gick inte vidare | Gick inte vidare |
| Oleksandra Nazarova Maksym Nikitin | Isdans                 | 65,53       | 20 Q        | 97,34             | 18                | 162,87           | 20               |

## Längdskidåkning
Ukraina kvalificerade två manliga och fem kvinnliga längdåkare.
Valjantsina Kaminskaja lämnade ett positivt dopingtest under OS och blev avstängd den 16 februari.
Distans
Herrar
| Idrottare          | Gren                | Klassisk stil | Klassisk stil | Fristil | Fristil   | Totalt  | Totalt  | Totalt    |
| Idrottare          | Gren                | Tid           | Placering     | Tid     | Placering | Tid     | Diff.   | Placering |
| ------------------ | ------------------- | ------------- | ------------- | ------- | --------- | ------- | ------- | --------- |
| Oleksij Krasovskyj | 15 km klassisk stil | i.u.          | i.u.          | i.u.    | i.u.      | 44.59,8 | +7.05,0 | 77        |
| Ruslan Perechoda   | 15 km klassisk stil | i.u.          | i.u.          | i.u.    | i.u.      | 45.05,6 | +7.10,8 | 78        |
| Oleksij Krasovskyj | 30 km skiathlon     | 45.22,6       | 58            | Varvad  | Varvad    | Varvad  | Varvad  | 58        |
| Ruslan Perechoda   | 30 km skiathlon     | Varvad        | Varvad        | Varvad  | Varvad    | Varvad  | Varvad  | 64        |

Damer
| Idrottare                                                            | Gren                | Klassisk stil | Klassisk stil | Fristil | Fristil   | Totalt  | Totalt   | Totalt    |
| Idrottare                                                            | Gren                | Tid           | Placering     | Tid     | Placering | Tid     | Diff.    | Placering |
| -------------------------------------------------------------------- | ------------------- | ------------- | ------------- | ------- | --------- | ------- | -------- | --------- |
| Maryna Antsybor                                                      | 10 km klassisk stil | i.u.          | i.u.          | i.u.    | i.u.      | 32.36,5 | +4.30,2  | 58        |
| Valjantsina Kaminskaja                                               | 10 km klassisk stil | i.u.          | i.u.          | i.u.    | i.u.      | 35.42,7 | +7.36,4  | 79        |
| Viktorija Olech                                                      | 10 km klassisk stil | i.u.          | i.u.          | i.u.    | i.u.      | 34.58,1 | +6.51,8  | 76        |
| Maryna Antsybor                                                      | 15 km skiathlon     | 27.08,4       | 57            | 25.08,3 | 56        | 52.54,0 | +8.40,3  | 56        |
| Julija Krol                                                          | 15 km skiathlon     | 27.57,6       | 60            | 28.22,9 | 62        | 57.04,4 | +12.50,7 | 62        |
| Viktorija Olech                                                      | 15 km skiathlon     | 28.26,8       | 62            | 25.47,3 | 60        | 54.55,7 | +10.42,0 | 60        |
| Darja Rublova                                                        | 15 km skiathlon     | 29.59,6       | 64            | Varvad  | Varvad    | Varvad  | Varvad   | -         |
| Viktorija Olech Valjantsina Kaminskaja Maryna Antsybor Darja Rublova | 4 × 5 km stafett    | i.u.          | i.u.          | i.u.    | i.u.      | Varvad  | Varvad   | 18        |

Sprint
| Idrottare                           | Gren                    | Kval    | Kval      | Kvartsfinal      | Kvartsfinal      | Semifinal        | Semifinal        | Final            | Final            |
| Idrottare                           | Gren                    | Tid     | Placering | Tid              | Placering        | Tid              | Placering        | Tid              | Placering        |
| ----------------------------------- | ----------------------- | ------- | --------- | ---------------- | ---------------- | ---------------- | ---------------- | ---------------- | ---------------- |
| Oleksij Krasovskyj                  | Herrarnas sprint        | 3.05,52 | 64        | Gick inte vidare | Gick inte vidare | Gick inte vidare | Gick inte vidare | Gick inte vidare | Gick inte vidare |
| Ruslan Perechoda                    | Herrarnas sprint        | 2.59,34 | 46        | Gick inte vidare | Gick inte vidare | Gick inte vidare | Gick inte vidare | Gick inte vidare | Gick inte vidare |
| Oleksij Krasovskyj Ruslan Perechoda | Herrarnas sprintstafett | i.u.    | i.u.      | i.u.             | i.u.             | 20.48,40         | 9                | Gick inte vidare | Gick inte vidare |
| Maryna Antsybor                     | Damernas sprint         | 3.33,80 | 54        | Gick inte vidare | Gick inte vidare | Gick inte vidare | Gick inte vidare | Gick inte vidare | Gick inte vidare |
| Valjantsina Kaminskaja              | Damernas sprint         | 3.44,10 | 70        | Gick inte vidare | Gick inte vidare | Gick inte vidare | Gick inte vidare | Gick inte vidare | Gick inte vidare |
| Viktorija Olech                     | Damernas sprint         | 3.42,78 | 69        | Gick inte vidare | Gick inte vidare | Gick inte vidare | Gick inte vidare | Gick inte vidare | Gick inte vidare |
| Maryna Antsybor Julija Krol         | Damernas sprintstafett  | i.u.    | i.u.      | i.u.             | i.u.             | 25.46,04         | 9                | Gick inte vidare | Gick inte vidare |

## Nordisk kombination
| Idrottare        | Gren              | Backhoppning | Backhoppning | Backhoppning | Längdskidåkning | Längdskidåkning | Totalt  | Totalt    |
| Idrottare        | Gren              | Distans      | Poäng        | Placering    | Tid             | Placering       | Tid     | Placering |
| ---------------- | ----------------- | ------------ | ------------ | ------------ | --------------- | --------------- | ------- | --------- |
| Dmytro Mazurtjuk | Stor backe/10 km  | 116,0        | 83,5         | 33           | 27.35,4         | 33              | 31.20,4 | 32        |
| Dmytro Mazurtjuk | Normalbacke/10 km | 87,0         | 82,5         | 35           | 27.08,3         | 35              | 30.30,3 | 36        |

## Rodel
Herrar
| Idrottare                     | Gren   | Åk 1     | Åk 1      | Åk 2     | Åk 2      | Åk 3   | Åk 3      | Åk 4             | Åk 4             | Totalt   | Totalt    |
| Idrottare                     | Gren   | Tid      | Placering | Tid      | Placering | Tid    | Placering | Tid              | Placering        | Tid      | Placering |
| ----------------------------- | ------ | -------- | --------- | -------- | --------- | ------ | --------- | ---------------- | ---------------- | -------- | --------- |
| Anton Dukatj                  | Singel | 58,873   | 25        | 58,726   | 18        | 58,408 | 19        | Gick inte vidare | Gick inte vidare | 2.56,007 | 22        |
| Andrij Mandzij                | Singel | 1.01,082 | 32        | 58,706   | 17        | 58,346 | 17        | Gick inte vidare | Gick inte vidare | 2.58,134 | 27        |
| Ihor Stachiv Andrij Lysetskyj | Dubbel | 59,983   | 14        | 1.00,080 | 15        | i.u.   | i.u.      | i.u.             | i.u.             | 2.00,063 | 15        |

Damer
| Idrottare         | Gren   | Åk 1   | Åk 1      | Åk 2   | Åk 2      | Åk 3   | Åk 3      | Åk 4             | Åk 4             | Totalt   | Totalt    |
| Idrottare         | Gren   | Tid    | Placering | Tid    | Placering | Tid    | Placering | Tid              | Placering        | Tid      | Placering |
| ----------------- | ------ | ------ | --------- | ------ | --------- | ------ | --------- | ---------------- | ---------------- | -------- | --------- |
| Olena Stetskiv    | Singel | 59,663 | 21        | 59,586 | 19        | 59,963 | 27        | Gick inte vidare | Gick inte vidare | 2:59.212 | 22        |
| Julianna Tunytska | Singel | 59,690 | 22        | 59,844 | 23        | 59,571 | 24        | Gick inte vidare | Gick inte vidare | 2.59,105 | 21        |

Mix
| Idrottare                                                      | Gren | Åk 1     | Åk 1      | Åk 2     | Åk 2      | Åk 3     | Åk 3      | Totalt   | Totalt    |
| Idrottare                                                      | Gren | Tid      | Placering | Tid      | Placering | Tid      | Placering | Tid      | Placering |
| -------------------------------------------------------------- | ---- | -------- | --------- | -------- | --------- | -------- | --------- | -------- | --------- |
| Julianna Tunytska Anton Dukatj Ihor Stachiv / Andrij Lysetskyj | Lag  | 1.01,123 | 8         | 1.04,244 | 13        | 1.04,237 | 12        | 3.09,604 | 11        |

## Short track
Ukraina hade kvalificerat en manlig och en kvinnlig skridskoåkare i short track.
| Idrottare      | Gren             | Heat   | Heat      | Kvartsfinal      | Kvartsfinal      | Semifinal        | Semifinal        | Final            | Final            |
| Idrottare      | Gren             | Tid    | Placering | Tid              | Placering        | Tid              | Placering        | Tid              | Placering        |
| -------------- | ---------------- | ------ | --------- | ---------------- | ---------------- | ---------------- | ---------------- | ---------------- | ---------------- |
| Oleh Handej    | Herrarnas 500 m  | 44.163 | 4         | Gick inte vidare | Gick inte vidare | Gick inte vidare | Gick inte vidare | Gick inte vidare | Gick inte vidare |
| Uljana Dubrova | Damernas 1 500 m | i.u.   | i.u.      | 2.26,832         | 6                | Gick inte vidare | Gick inte vidare | Gick inte vidare | Gick inte vidare |

## Skeleton
| Idrottare             | Gren      | Åk 1    | Åk 1      | Åk 2    | Åk 2      | Åk 3    | Åk 3      | Åk 4    | Åk 4      | Totalt  | Totalt    |
| Idrottare             | Gren      | Tid     | Placering | Tid     | Placering | Tid     | Placering | Tid     | Placering | Tid     | Placering |
| --------------------- | --------- | ------- | --------- | ------- | --------- | ------- | --------- | ------- | --------- | ------- | --------- |
| Vladyslav Heraskevytj | Herrarnas | 1.01,63 | 18        | 1.01,58 | 16        | 1.01,62 | 18        | 1.01,45 | 17        | 4.06,28 | 18        |

## Skidskytte
Herrar
| Idrottare                                                    | Gren      | Tid       | Missar      | Placering |
| ------------------------------------------------------------ | --------- | --------- | ----------- | --------- |
| Anton Dudtjenko                                              | 20 km     | 54.54,9   | 4 (1+0+1+2) | 50        |
| Dmytro Pidrutjnyj                                            | 20 km     | 51.49,3   | 3 (0+1+1+1) | 18        |
| Artem Pryma                                                  | 20 km     | 53.36,2   | 4 (1+2+0+1) | 37        |
| Bohdan Tsymbal                                               | 20 km     | 55.19,0   | 4 (3+0+1+0) | 55        |
| Dmytro Pidrutjnyj                                            | Masstart  | 42.16,2   | 7 (0+3+2+2) | 24        |
| Artem Pryma                                                  | Masstart  | 43.12,6   | 7 (2+1+3+1) | 28        |
| Anton Dudtjenko                                              | Jaktstart | 43.36,5   | 3 (2+0+1+0) | 23        |
| Dmytro Pidrutjnyj                                            | Jaktstart | 42.45,9   | 5 (1+2+2+0) | 13        |
| Artem Pryma                                                  | Jaktstart | 42.59,8   | 6 (2+2+2+0) | 18        |
| Anton Dudtjenko                                              | Sprint    | 26.51,6   | 2 (2+0)     | 60        |
| Dmytro Pidrutjnyj                                            | Sprint    | 25.19,0   | 1 (0+1)     | 13        |
| Artem Pryma                                                  | Sprint    | 25.19,8   | 1 (0+1)     | 15        |
| Bohdan Tsymbal                                               | Sprint    | 26.59,0   | 3 (3+0)     | 66        |
| Bohdan Tsymbal Artem Pryma Anton Dudtjenko Dmytro Pidrutjnyj | Stafett   | 1:23.31,5 | 4+12        | 9         |

Damer
| Idrottare                                                         | Gren      | Tid       | Missar      | Placering |
| ----------------------------------------------------------------- | --------- | --------- | ----------- | --------- |
| Darja Blasjko                                                     | 15 km     | DNS       | DNS         | DNS       |
| Julija Dzjyma                                                     | 15 km     | 45.34,4   | 2 (0+1+0+1) | 10        |
| Irina Petrenko                                                    | 15 km     | 45.42,2   | 0 (0+0+0+0) | 11        |
| Valj Semerenko                                                    | 15 km     | DNF       | DNF         | DNF       |
| Julija Dzjyma                                                     | Masstart  | 41.43,7   | 3 (1+0+2+0) | 7         |
| Julija Dzjyma                                                     | Jaktstart | 37.36,2   | 4 (1+0+1+2) | 13        |
| Anastasija Merkusjyna                                             | Jaktstart | 38.37,2   | 2 (1+0+0+1) | 25        |
| Irina Petrenko                                                    | Jaktstart | 43.03,7   | 4 (1+1+2+0) | 55        |
| Julija Dzjyma                                                     | Sprint    | 21.51,8   | 1 (0+1)     | 8         |
| Anastasija Merkusjyna                                             | Sprint    | 22.31,6   | 1 (1+0)     | 24        |
| Irina Petrenko                                                    | Sprint    | 23.11,7   | 2 (2+0)     | 40        |
| Olena Bilosjuk Julija Dzjyma Anastasija Merkusjyna Irina Petrenko | Stafett   | 1:14.04,1 | 1+6         | 7         |

Mix
| Idrottare                                                  | Gren    | Tid       | Missar | Placering |
| ---------------------------------------------------------- | ------- | --------- | ------ | --------- |
| Julija Dzjyma Dmytro Pidrutjnyj Artem Pryma Valj Semerenko | Stafett | 1:10.21,7 | 4+15   | 13        |

## Snowboard
Parallell
| Idrottare       | Gren                         | Kval    | Kval      | Åttondelsfinal   | Kvartsfinal      | Semifinal        | Final            | Final            |
| Idrottare       | Gren                         | Tid     | Placering | Motståndare Tid  | Motståndare Tid  | Motståndare Tid  | Motståndare Tid  | Placering        |
| --------------- | ---------------------------- | ------- | --------- | ---------------- | ---------------- | ---------------- | ---------------- | ---------------- |
| Annamari Dantja | Damernas parallellstorslalom | 1.37,79 | 26        | Gick inte vidare | Gick inte vidare | Gick inte vidare | Gick inte vidare | Gick inte vidare |